# Émile Thubron
Émile Thubron (Ernest Blakelock Thubron; * 15. Juli 1861 in Boldon bei Durham; † 22. Mai 1927 in Tokomaru, Neuseeland) war ein britischer Motorbootfahrer, der allerdings für Frankreich startete.
Thubrons größter Erfolg war der Gewinn der Goldmedaille bei den Olympischen Spielen 1908 in London über 40 Seemeilen in der unbegrenzten A-Klasse. Sein Boot Camille war allerdings auch das einzige von zwei Booten, das das Ziel erreichte. Zunächst sollte der Wettkampf allerdings zwischen zwei anderen Booten ausgetragen werden, doch dies wurde durch schlechtes Wetter verhindert. Im zweiten Versuch trat die Camille dann gegen die Wolseley-Siddely mit Hugh Grosvenor, 2. Duke of Westminster, an, welche nach zwischenzeitlicher Führung allerdings auf Grund lief und ausfiel, sodass Thubron nach 2:26:53 Stunden der Olympiasieg nicht mehr zu nehmen war. 
Der Name von Thubrons Boot, Camille, geht auf die Französin Camille du Gast zurück, welche 1905 ein 500-Meilen-Rennen von Algier nach Toulon gewonnen hatte.
Nach 1908 wurde Motorbootsport niemals mehr olympische Disziplin, sodass Émile Thubron bis heute einer von nur vier Fahrern bleibt, die olympisches Gold im Motorboot erreichen konnten.